# Вражале
Вражале (мкд. Вражале) су насеље у Северној Македонији, у северном делу државе. Вражале припадају општини Зелениково, која окупља југоисточна предграђа Града Скопља.

## Географија
Вражале су смештене у северном делу Северне Македоније. Од најближег већег града, Скопља, насеље је удаљено 25 km југоисточно.
Насеље Вражале је у оквиру историјске области Торбешија, која се пружа јужно од Скопског поља. Насеље је смештено ма брдима изнад приобаља Вардара. Јужно од насеља се издиже планина Китка. Надморска висина насеља је приближно 450 метара.
Месна клима је континентална.

## Становништво
Вражале су према последњем попису из 2002. године имале 102 становника.
Претежно становништво у насељу су етнички Албанци (99%).
Већинска вероисповест је ислам.